# Gardez le sourire
Pour plus de détails, voir Fiche technique et Distribution.
Gardez le sourire (titre autrichien : Sonnenstrahl) est un film franco-autrichien réalisé par Paul Fejos, sorti en 1933.
Tourné en Autriche, ce film a fait l'objet de deux versions — pratique courante à l'époque —, l'une autrichienne (voir fiche IMDB ci-après), l'autre française présentée ici.

## Synopsis
À Vienne, Jean se retrouve au chômage et expulsé de son logement. Désespéré et sur le point de se suicider par noyade, il se jette finalement à l'eau pour sauver Marie, une jeune femme ayant la même intention que lui. Tombés amoureux, les deux jeunes gens décident d'affronter ensemble les difficultés et vont d'un petit boulot à l'autre.

## Fiche technique
- Titre français : Gardez le sourire
- Titre autrichien : Sonnenstrahl
- Réalisateur : Paul Fejos
- Coréalisateur de la version française : René Sti
- Scénario : Boris Palotai et Paul Fejos, sur une idée de ce dernier
- Décors : Heinz Fenchel, Emil Stepanek
- Photographie : Adolf Weith (crédité Adolf Schlasy)
- Musique : Michel Lévine, Ferenc Farkas
- Montage : Lothar Wolff
- Producteur : Serge Otzoup, pour Tobis-Klangfilm et Vandor Film
- Format : Noir et blanc
- Genre : Drame / Chronique de mœurs
- Durée : 71 min
- Date de sortie en France : 28 mars 1934

## Distribution
- Annabella : Marie (version autrichienne : Anna)
- Gustav Fröhlich : Jean (version autrichienne : Hans)
- Robert Ozanne : Le vendeur de voitures / Le coiffeur / L'employé de banque
- Marcel Vibert : Le commissaire de police
- Camille Bert : Le curé
- Et Hélène Darly, Jo Ferny

## Autour du film
Vers la 70e minute du film,  on peut apercevoir Peter Lorre dans le rôle d'un voisin (très brève figuration).